# Schach-Report
Schach-Report war eine monatlich erscheinende deutsche Schachzeitschrift.

## Die Gründung
Der Schach-Report wurde 1975 gegründet mit der Absicht, vermehrt über die deutsche Schachbundesliga zu berichten. Dazu gründeten die Bamberger Bundesligaspieler Rudi Treppner und Paul Radic den Bamberger Schachverlag GmbH, der den Schach-Report herausgab.

## Redaktion
Chefredakteur war Günter Lossa. Des Weiteren arbeiteten in den Anfangsjahren Gerd Treppner (bis August 1991) und Hans-Günter Kestler mit. Bis zum Ende des eigenständigen Blattes mit dem Jahresende 1996 waren Karl-Heinz Hein, zuletzt zuständig für die Ergebnisses der Landesverbände, und Alfred Diel, zuständig für Bundesligen und Regionalveranstaltungen, Mitglieder der Redaktion.
Für den Bereich der Artikelserien war von April 1989 bis August 1991 Peter Rosner zuständig. Mitte 1991 gehörte kurzzeitig Erwin Dietel zur Redaktion. Ab August 1991 arbeitete Stefan Bücker als Redakteur mit. Bücker war ab August 1993 Chef vom Dienst und für überregionale Ereignisse zuständig, bevor er ab August 1996 noch für kurze Zeit von Lossa die Chefredaktion übernahm.

## Übernahmen und Ende der Selbständigkeit
Seit 1986 war Joachim Beyer (* 1931) mit seinem gleichnamigen Verlag für den Schach-Report verantwortlich. Im folgenden Jahr (1987) wurde die Zeitschrift Deutsche Schachblätter vom Bayerischen Schachbund übernommen und in den Schach-Report integriert. Unter dem Namen „Deutsche Schachblätter“ war seit 1909 mit mehreren Unterbrechungen eine Schachzeitschrift erschienen. Mit dem Januarheft 1989 wurde außerdem die traditionsreiche Deutsche Schachzeitung aus dem Verlag Walter de Gruyter übernommen. Ab Mai 1991 kam schließlich der Schachspiegel hinzu.
Zum Jahresende 1996 wurde der Schach-Report dann seinerseits Opfer des Konzentrationsprozesses auf dem Zeitschriftenmarkt und ging in der ehemaligen DDR-Zeitschrift Schach auf.